# 迪伊·史特蘭吉-高登
迪瓦瑞斯·"迪伊"·史特蘭吉-高登（英語：Devaris "Dee" Strange-Gordon，1988年4月22日—），為美國職棒大聯盟的內野手及外野手。目前為自由球員，他先後待過道奇、馬林魚、水手與國民等隊。他在道奇隊擔任游擊手，在馬林魚轉往二壘守備，在水手隊則調往外野。2015年，高登成為繼1949年的傑基·羅賓森後，第一位同時拿下打擊王與盜壘王的二壘手。
2016年4月29日，高登因為對睪丸酮及氯睪酮呈陽性反應而被大聯盟禁賽80場。

## 早年
迪伊生於佛羅里達州，其父親為前大聯盟選手Tom Gordon。Tom的情史很豐富，他曾與3名女子生下5個小孩，迪伊就是其中一個。在迪伊六歲時，他的生母遭到前男友射殺，因此Tom成為迪伊的監護人，並在Tom的母親協助下順利長大。
迪伊有一個同父異母的弟弟尼克，也是棒球選手，尼克在2014年大聯盟選秀被雙城隊選走。

## 職業生涯

### 洛杉磯道奇
2011年，高登成為道奇隊的最佳潛力新秀。在游擊手Rafael Furcul受傷後，高登在6月6日登上大聯盟。當時他在9局擔任代跑，並順利回來得分。他父親也參與了他的大聯盟處女秀。6月7日，他擠進先發名單，並順利擊出大聯盟首安。7月1日，他成為1928年的Harvey Hendrick後，道奇隊史第一位單局從一壘盜回本壘的球員。該年他出賽56場，打擊率3成04，24盜。
2012年5月1日，高登擊出生涯首轟。7月4日，他在一次盜壘中受傷。他於9月11日重返球場，不過球隊當時已簽下亨利·拉米瑞茲頂替他的游擊手位置，使得後半球季高登只有代跑的份。該季他打擊率2成28，32盜。
2013年開季，高登被下放至3A。5月4日因為拉米瑞茲受傷而重返大聯盟。他出賽19場，打擊率僅1成75。他再度被下放小聯盟。球季末，球隊再度讓他擔任代跑。他後面出賽38場，打擊率2成31，10盜。
2014年球季，高登擠進先發名單中。上半季他打擊率為3成01，42盜，他也成功入選該年明星賽。他在第4局擔任代跑，並跑回追平分。該季他打擊率2成89，64盜為大聯盟最多。也是繼1975年的Davey Lopes後，第一位拿下盜壘王的道奇選手。

### 邁阿密馬林魚
2014年12月10日，道奇隊把高登、丹·哈倫與米格爾·羅哈斯交易至馬林魚隊換來安德魯·赫恩尼、Chris Hatcher、奧斯汀·巴恩斯和安立奎·赫南德茲。
2015年5月7日，高登僅花了28場就達成單季50安，追平1924年羅傑·霍斯比的大聯盟紀錄。5月22日，他達成單場4次盜壘的紀錄。6月30日，他面對巨人隊的Ryan Vogelsong擊出生涯第一支場內全壘打。該年他打擊率為3成33，拿下打擊王，也拿下個人第一座金手套。
2016年1月18日，高登與馬林魚簽下5年5000萬美元的延長合約。4月29日，他因為對禁藥呈陽性反應遭聯盟禁賽80場。9月25日，隊友何賽·費南德茲因船難去世，高登也在隔天擊出他該季首轟。該季他打擊率2成68。
2017年球季，他打擊率為3成08，2轟，60盜拿下盜壘王。

### 西雅圖水手
2017年12月7日，馬林魚將高登交易至水手隊，換來Nick Neidert、Christopher Torres與Robert Dugger。由於球隊已經有羅賓森·坎諾這個二壘手了，高登因此移防外野。不過坎諾因禁藥問題被球隊禁賽80場，高登也在此期間擔任二壘手的工作。
該年他打擊率2成68，30盜，不過12次盜壘失敗是美聯最多。他的保送率僅1.5%，為大聯盟最低。
2020年10月27日，水手隊不執行高登的合約。他在隔天成為自由球員。

### 辛辛那提紅人
2021年2月7日，他與紅人隊簽下小聯盟合約。3月26日，他被球隊釋出。

### 密爾瓦基釀酒人
2021年4月8日，高登和釀酒人簽下小聯盟合約。他在3A留下3成33的打擊率，另敲出1轟的成績。他在5月22日遭到釋出。

### 芝加哥小熊
2021年5月26日，高登和小熊隊簽下小聯盟合約。7月6日，高登跳脫小聯盟合約而成為自由球員。

### 匹茲堡海盜
2021年7月7日，高登和海盜隊簽下小聯盟合約。8月1日，高登再次跳脫小聯盟約成為自由球員。

### 華盛頓國民
2021年12月11日，高登和國民隊簽下小聯盟合約。2022年4月7日，他入選球隊的開幕戰名單內。

## 個人生活
2017年，高登因為捐贈食物給多明尼加，救助貧困人民，因此被提名至羅伯托·克萊門特獎。2020年，他為了紀念其母親DeVona Strange而更改其姓氏。

## 外部連結
- 球員資訊和成績在MLB，ESPN，Baseball-Reference，Fangraphs（英文）
- 迪伊·史特蘭吉-高登在台灣棒球維基館上的頁面（繁體中文）